# Източна Ява
Източна Ява е провинция в Индонезия с площ 47 800 km2 и население 38 828 061 души (по преброяване от май 2015 г.). Административен център е град Сурабая.

## Административно деление
Провинцията се поделя на 29 окръга и 9 града.

## Население
Населението през 2007 година е 35 843 200 души, от тях 79 % – яванци, 18 % – мадурци, 1 % – осинги, 1 % – китайци. През 2015 г. населението е 38 828 061 жители.